# Coby van Baalen
Jacoba Maria Jozina Coby van Baalen-Dorresteijn (Werkhoven, 6 april 1957) is een Nederlands ruiter. Ze nam eenmaal deel aan de Olympische Spelen en won bij die gelegenheid een zilveren medaille.
Van Baalen won als lid van het dressuurteam op de Olympische Zomerspelen in 2000 (met Ellen Bontje, Anky van Grunsven en Arjen Teeuwissen) een zilveren medaille. Haar dochter Marlies van Baalen deed als dressuurruiter mee aan de Olympische Zomerspelen in 2004 en 2020.